# Amphoe Mueang Suphan Buri
Amphoe Mueang Suphan Buri (in Thai อำเภอเมืองสุพรรณบุรี, Aussprache: ʔāmpʰɤ̄ː mɯ̄aŋ sù.pʰān būrīː)  ist ein Landkreis (Amphoe – Verwaltungs-Distrikt) im Zentrum der thailändischen Provinz Suphan Buri. Die Provinz Suphan Buri liegt im westlichen Teil der Zentralregion von Thailand.

## Geographie
Die Stadt Suphan Buri liegt etwa 90 Kilometer nordwestlich von Bangkok am Mae Nam Tha Chin (Tha-Chin-Fluss). Von der historischen Stadt sind auf dem rechten Ufer noch Reste vorhanden, die moderne Stadt liegt auf dem linken Ufer.
Benachbarte Kreise (von Süden im Uhrzeigersinn): die Amphoe Bang Pla Ma, U Thong, Don Chedi und Si Prachan in der Provinz Suphan Buri, Amphoe Wiset Chai Chan in der Provinz Ang Thong sowie Amphoe Phak Hai in der Provinz Ayutthaya.
Der größte Fluss des Landkreises ist der Mae Nam Tha Chin (Tha-Chin-Fluss), auch Mae Nam Suphan (Suphan-Fluss) genannt.

## Verwaltung

### Provinzverwaltung
Der Landkreis Mueang Suphan Buri ist in 20 Tambon („Unterbezirke“ oder „Gemeinden“) eingeteilt, die sich weiter in 124 Muban („Dörfer“) unterteilen.
| Nr.  | Name          | Thai      | Muban | Einw.  |
| ---- | ------------- | --------- | ----- | ------ |
| 01.  | Tha Phi Liang | ท่าพี่เลี้ยง   | 0-    | 17.830 |
| 02.  | Rua Yai       | รั้วใหญ่     | 06    | 17.159 |
| 03.  | Thap Ti Lek   | ทับตีเหล็ก   | 05    | 03.953 |
| 04.  | Tha Rahat     | ท่าระหัด    | 05    | 10.349 |
| 05.  | Phai Khwang   | ไผ่ขวาง    | 06    | 07.728 |
| 06.  | Khok Kho Thao | โคกโคเฒ่า  | 04    | 03.808 |
| 07.  | Don Tan       | ดอนตาล    | 05    | 03.338 |
| 08.  | Don Masang    | ดอนมะสังข์  | 05    | 03.340 |
| 09.  | Phihan Daeng  | พิหารแดง   | 06    | 05.105 |
| 010. | Don Kamyan    | ดอนกำยาน  | 09    | 10.006 |
| 011. | Don Pho Thong | ดอนโพธิ์ทอง | 06    | 06.669 |
| 012. | Ban Pho       | บ้านโพธิ์    | 09    | 08.444 |
| 013. | Sa Kaeo       | สระแก้ว    | 09    | 14.196 |
| 014. | Taling Chan   | ตลิ่งชัน     | 07    | 09.071 |
| 015. | Bang Kung     | บางกุ้ง     | 04    | 01.955 |
| 016. | Sala Khao     | ศาลาขาว   | 10    | 08.584 |
| 017. | Suan Taeng    | สวนแตง    | 09    | 10.115 |
| 018. | Sanam Chai    | สนามชัย    | 06    | 10.629 |
| 019. | Pho Phraya    | โพธิ์พระยา  | 07    | 06.775 |
| 020. | Sanam Khli    | สนามคลี    | 06    | 07.662 |

### Lokalverwaltung
Es gibt eine Kommune mit „Stadt“-Status (Thesaban Mueang) im Landkreis:
- Suphanburi (Thai: เทศบาลเมืองสุพรรณบุรี) bestehend aus dem kompletten Tambon Tha Phi Liang und den Teilen der Tambon Rua Yai, Tha Rahat.

Es gibt sieben Kommunen mit „Kleinstadt“-Status (Thesaban Tambon) im Landkreis:
- Ban Pho (Thai: เทศบาลตำบลบ้านโพธิ์) bestehend aus dem kompletten Tambon Ban Pho.
- Huai Wang Thong (Thai: เทศบาลตำบลห้วยวังทอง) bestehend aus Teilen des Tambon Pho Phraya.
- Tha Sadet (Thai: เทศบาลตำบลท่าเสด็จ) bestehend aus dem kompletten Tambon Sa Kaeo.
- Pho Phraya (Thai: เทศบาลตำบลโพธิ์พระยา) bestehend aus Teilen des Tambon Pho Phraya.
- Suan Taeng (Thai: เทศบาลตำบลสวนแตง) bestehend aus den Teilen der Tambon Sala Khao, Suan Taeng.
- Tha Rahat (Thai: เทศบาลตำบลท่าระหัด) bestehend aus Teilen des Tambon Tha Rahat.
- Bang Kung (Thai: เทศบาลตำบลบางกุ้ง) bestehend aus dem kompletten Tambon Bang Kung.

Außerdem gibt es 14 „Tambon-Verwaltungsorganisationen“ (องค์การบริหารส่วนตำบล – Tambon Administrative Organizations, TAO)
- Rua Yai (Thai: องค์การบริหารส่วนตำบลรั้วใหญ่) bestehend aus Teilen des Tambon Rua Yai.
- Thap Ti Lek (Thai: องค์การบริหารส่วนตำบลทับตีเหล็ก) bestehend aus dem kompletten Tambon Thap Ti Lek.
- Phai Khwang (Thai: องค์การบริหารส่วนตำบลไผ่ขวาง) bestehend aus dem kompletten Tambon Phai Khwang.
- Khok Kho Thao (Thai: องค์การบริหารส่วนตำบลโคกโคเฒ่า) bestehend aus dem kompletten Tambon Khok Kho Thao.
- Don Tan (Thai: องค์การบริหารส่วนตำบลดอนตาล) bestehend aus dem kompletten Tambon Don Tan.
- Don Masang (Thai: องค์การบริหารส่วนตำบลดอนมะสังข์) bestehend aus dem kompletten Tambon Don Masang.
- Phihan Daeng (Thai: องค์การบริหารส่วนตำบลพิหารแดง) bestehend aus dem kompletten Tambon Phihan Daeng.
- Don Kamyan (Thai: องค์การบริหารส่วนตำบลดอนกำยาน) bestehend aus dem kompletten Tambon Don Kamyan.
- Don Pho Thong (Thai: องค์การบริหารส่วนตำบลดอนโพธิ์ทอง) bestehend aus dem kompletten Tambon Don Pho Thong.
- Taling Chan (Thai: องค์การบริหารส่วนตำบลตลิ่งชัน) bestehend aus dem kompletten Tambon Taling Chan.
- Sala Khao (Thai: องค์การบริหารส่วนตำบลศาลาขาว) bestehend aus Teilen des Tambon Sala Khao.
- Suan Taeng (Thai: องค์การบริหารส่วนตำบลสวนแตง) bestehend aus Teilen des Tambon Suan Taeng.
- Sanam Chai (Thai: องค์การบริหารส่วนตำบลสนามชัย) bestehend aus dem kompletten Tambon Sanam Chai.
- Sanam Khli (Thai: องค์การบริหารส่วนตำบลสนามคลี) bestehend aus dem kompletten Tambon Sanam Khli.